# Synothele mullaloo
Synothele mullaloo là một loài nhện trong họ Barychelidae. Loài này phân bố ờ Tây Úc.